# Tjänstemannaorganisationernas centralförbund
Tjänstemannaorganisationernas centralförbund (TOC, finska: Toimihenkilö- ja virkamiesjärjestöjen keskusliitto, TVK) var en finländsk topporganisation för landets fackliga tjänstemannaorganisationer med uppgift att tillvarata tjänstemannakårens ekonomiska och sociala intressen.
Organisationens historia gick tillbaka 1922 och namnet Tjänstemannaorganisationernas centralförbund antogs 1956. Under den dåvarande svåra ekonomiska depressionen gick organisationen i konkurs och upplöstes. De flesta av dess medlemsförbund anslöt sig då till Tjänstemannacentralorganisationen.